# 1958年の大洋ホエールズ
1958年の大洋ホエールズでは、1958年の大洋ホエールズの動向をまとめる。
この年の大洋ホエールズは、迫畑正巳監督の3年目のシーズンである。

## 概要
迫畑監督3年目のチームは「今年は何とか最下位から抜け出す」と宣言して開幕。開幕ダッシュには失敗してBクラスに定着したが一時期は4位に上がるなど健闘し、8月までは5位に座っていた。しかし、打撃陣の貧打は相変わらず続き青田昇を除いて本塁打が出ず、投手陣でも前年28連敗で止まった権藤正利やエースの秋山登、大石正彦などがローテーションを守って健闘するも9月以降は10勝16敗と負けが込んで広島に抜かれて最下位に転落。前述の投手陣は秋山、大石、ルーキーの鈴木隆が防御率ベスト10に入るなど健闘し、チーム防御率は2.75のリーグ4位で球団初の防御率2点台。打撃陣はチーム打率、安打、盗塁がリーグ最下位に終わった。結局大洋松竹時代の1954年から5年連続の最下位となり、迫畑監督は責任を取り辞任した。後任にはこの年球団社長としてフロント入りしていた早稲田大学野球部元監督の森茂雄が指揮を執ることになり、青田などのベテラン選手は引退あるいは自由契約などで大洋を去った。これによりチームは若手主体へと変貌し、1959年オフの西鉄・三原脩監督の大洋入り、そして1960年の初優勝&日本一につながることになる。

## チーム成績

### レギュラーシーズン
| 1 | 左 | 沖山光利 |
| 2 | 二 | 引地信之 |
| 3 | 右 | 青田昇   |
| 4 | 三 | 児玉利一 |
| 5 | 一 | 小林章良 |
| 6 | 捕 | 土井淳   |
| 7 | 中 | 中島執   |
| 8 | 遊 | 芝野忠男 |
| 9 | 投 | 大石正彦 |

| 順位 | 4月終了時 | 4月終了時 | 5月終了時 | 5月終了時 | 6月終了時 | 6月終了時 | 7月終了時 | 7月終了時 | 8月終了時 | 8月終了時 | 最終成績 | 最終成績 |
| ---- | --------- | --------- | --------- | --------- | --------- | --------- | --------- | --------- | --------- | --------- | -------- | -------- |
| 1位  | 大阪      | --        | 巨人      | --        | 巨人      | --        | 巨人      | --        | 巨人      | --        | 巨人     | --       |
| 2位  | 国鉄      | 2.5       | 国鉄      | 1.0       | 国鉄      | 5.0       | 大阪      | 4.5       | 大阪      | 5.5       | 大阪     | 5.5      |
| 3位  | 中日      | 4.5       | 大阪      | 2.5       | 大阪      | 5.0       | 国鉄      | 12.0      | 中日      | 15.0      | 中日     | 9.0      |
| 4位  | 巨人      | 5.0       | 中日      | 8.0       | 大洋      | 12.0      | 中日      | 12.5      | 国鉄      | 16.5      | 国鉄     | 17.5     |
| 5位  | 大洋      | 5.0       | 大洋      | 9.0       | 中日      | 12.5      | 大洋      | 16.5      | 大洋      | 22.0      | 広島     | 19.5     |
| 6位  | 広島      | 7.0       | 広島      | 9.5       | 広島      | 16.5      | 広島      | 20.5      | 広島      | 25.0      | 大洋     | 23.5     |

| 順位 | 球団             | 勝 | 敗 | 分 | 勝率 | 差   |
| 1位  | 読売ジャイアンツ | 77 | 52 | 1  | .597 | 優勝 |
| 2位  | 大阪タイガース   | 72 | 58 | 0  | .554 | 5.5  |
| 3位  | 中日ドラゴンズ   | 66 | 59 | 5  | .528 | 9.0  |
| 4位  | 国鉄スワローズ   | 58 | 68 | 4  | .460 | 17.5 |
| 5位  | 広島カープ       | 54 | 68 | 8  | .443 | 19.5 |
| 6位  | 大洋ホエールズ   | 51 | 73 | 6  | .411 | 23.5 |

## オールスターゲーム
| ファン投票 | 選出なし |        |        |
| 監督推薦   | 秋山登   | 鈴木隆 | 土井淳 |

## できごと
- 11月19日 - 球団社長の森茂雄が兼任で監督に就任すると発表[2]。

## 表彰選手
| リーグ・リーダー |
| ---------------- |
| 受賞者なし       |

| ベストナイン |
| ------------ |
| 選出なし     |